# BINA: O Movimento Judaico para a Mudança Social
'BINA: O Movimento Judaico para a Mudança Social', formalmente conhecido como 'BINA Centro de Identidade Judaica e Cultura Hebraica', é uma organização fundada em 1996 e com centros em Tel Aviv , Jerusalém , Haifa e Beer Sheva, Israel.  BINA significa "sabedoria" em hebraico e é um acrônimo para "Um Lar para a Criação das Almas de Nossa Nação", uma frase cunhada pelo poeta Chaim Nachman Bialik .  A BINA foi fundada por um grupo de estudiosos e educadores do Movimento Kibbutz e opera sob a organização sem fins lucrativos israelense Merhavim Hevra Lehinuch Vetarbut.  A BINA estabeleceu a primeira Yeshiva Secular em Israel e atualmente opera filiais em Tel-Aviv , Jerusalém , Haifa e Beer Sheva.  A BINA é apoiada pela Posen Foundation e por outros doadores em Israel e nos EUA.
O assassinato do primeiro-ministro Yitzhak Rabin, em 1995, expôs as profundas divergências na sociedade israelense, fazendo com que muitos israelenses seculares questionassem a narrativa judaica compartilhada e o sistema de valores em Israel.  Querendo encontrar um caminho para os israelenses seculares se reconectarem com Israel e os valores judaicos, um grupo de intelectuais e educadores criou a BINA como um fórum para a exploração da identidade judaica para a comunidade secular.  O objetivo era restaurar a conexão entre a cultura moderna de Israel e a herança judaica e oferecer um meio para os israelenses seculares expressarem sua identidade judaica por meio de ação social e construção da comunidade.
BINA O Movimento Judaico para a Mudança Social é uma organização judaica e educacional que oferece programas e fóruns pluralistas para adultos e jovens adultos que procuram explorar suas raízes judaicas.  O objetivo desta instituição é envolver israelenses seculares e judeus de todo o mundo no estudo judaico, justiça social e ação social, comunidade e liderança.  A missão da BINA é fortalecer os aspectos democráticos e pluralistas de Israel através da noção de "consertar o mundo", tikkun olam .
A BINA recebeu o Prêmio Constantine em Educação Judaica da Universidade de Tel-Aviv por seu sucesso em usar os valores judaicos para promover o serviço comunitário e a justiça social na juventude.
Em 2009-10, a BINA foi premiada pelo Gerald Corner Paths for Peace Fund por seu trabalho em prol do pluralismo judaico e do ativismo social em Beer Sheva, Israel.
Em 2013, a BINA adquiriu um concurso público para ministrar um curso aos oficiais das Forças de Defesa de Israel (IDF) , destinados a fortalecer seus valores e caráter judaicos e israelenses.
Os programas oferecidos pela BINA são direcionados para a comunidade secular de Israel e judeus da diáspora que buscam uma experiência significativa em Israel.

## A Yeshiva Secular
A Yeshiva Secular da BINA foi estabelecido em 2006 no sul de Tel Aviv, uma das comunidades mais carentes de Israel.  Como a única yeshiva de seu tipo em Israel, a Yeshiva Secular serve como um lugar onde jovens adultos estudam e interpretam textos e cultura judaicos como uma forma de promover o pluralismo judaico e a justiça social.  A Yeshiva Secular está se tornando um centro cultural e educacional judaico, onde as atividades e os serviços religiosos estão abertos ao público.  Existem atualmente mais de 200 alunos matriculados nos sete principais programas do Yeshiva Secular.  Em 2011, a Yeshiva Secular de Jerusalém da BINA foi aberta.

## Mechina
Um curso preparatório para o exército de um ano para os israelenses de 17 a 19 anos.  Durante este ano, os estudantes fazem cursos sobre textos judaicos tradicionais e modernos, com ênfase em justiça social, Filosofia Judaica e Identidade, como forma de se preparar para o exército.  Os participantes também se voluntariam dois dias por semana na comunidade em várias organizações educacionais em Tel Aviv.

## Garin Nahal e Shnat Sherut
Garin Nahal e Shnat Sherut são o programa voluntário ligados ao exército para jovens de 18 a 24 anos.  Os participantes estudam e são voluntários em comunidades carentes antes e como parte de seu serviço militar e dever nacional.

## Pós-exército
Os alunos pós-exército da BINA (22 a 30 anos) estudam 2 dias / semana e se comprometem com várias tarefas voluntárias em suas comunidades.

## Programa pós-exército em Jerusalém
A Yeshiva Secular em Jerusalém oferece um programa de estudo de imersão de 4 meses para participantes israelenses pós-exército (idade entre 22 e 30 anos).

## Tikkun Olam em Tel Aviv-Jaffa
Tikkun Olam é um programa premiado de voluntariado de 5 a 10 meses da Masa Israel Journey para estudantes universitários de língua inglesa entre 21 e 29 anos.  Os participantes dividem seu tempo entre os estudos sobre questões judaicas e israelenses contemporâneas e o voluntariado em locais no sul de Tel Aviv e Jaffa , com ênfase na ação social e na coexistência.

## Ação Social da BINA e Gap Year
O Estudo e Ação Social da BINA em Tel Aviv é um programa de Gap Year para graduados (ensino médio) em escolas judaicas internacionais com idades entre 18 e 19 anos.  Os participantes moram, estudam e são voluntários em Tel Aviv com o programa Mechina da BINA.  Os estudos incluem uma análise aprofundada dos textos judaicos clássicos ( Tanakh e Talmud ) a partir de uma perspectiva pluralista, pensamento e filosofia judaica, justiça social e teoria econômica, sionismo e estudos de Israel

## BINA Bashchuna
A Bina Bashchuna (Sabedoria no Bairro) foi fundada no início dos anos 2000 como um programa de ação social comunitária.  Este programa foi concebido para servir as comunidades carentes do Sul de Tel Aviv, Yafo, Beer Sheva (Shchuna Daled), Beit Shemesh e Ramle e desde então tem expandido através de uma parceria com o programa "Juntos" da JDC .  Este programa é uma iniciativa abrangente de construção de comunidade (CCI), abordando as necessidades educacionais, de bem-estar e culturais das comunidades empobrecidas; variando de centros de atendimento pós-hospital para crianças em risco a trabalhar com a comunidade de idosos.  O objetivo do BINA Bashchuna é revitalizar e capacitar as comunidades locais, criando grupos de ativistas locais, incluindo adultos e jovens adultos que vivem, trabalham, trabalham como voluntários e estudam, todos dentro dos bairros - aumentando significativamente a independência das comunidades locais.  A BINA Bashchuna também pretende criar uma cultura pluralista judaica nas comunidades de todo Israel.

## Tours Internacionais e Seminários
A BINA oferece seminários e tours saindo da Yeshiva Secular no sul de Tel Aviv, para visitantes de Israel e de todo o mundo, abordando uma ampla gama de tópicos, incluindo pluralismo judaico em Israel, justiça social e questões sociais através de uma perspectiva judaica.

## Beit Midrash
O Beit Midrash da BINA (Casa do Aprendizado) oferece uma série de cursos semestrais e anuais para adultos em literatura, história e filosofia judaica e hebraica.

## Mithabrot
Mithabrot (Mulheres Interligadas) é um programa de capacitação educacional para meninas e mulheres em comunidades desfavorecidas.  O programa usa a tradição judaica do Bat Mitzvah como uma ferramenta para educar as mulheres sobre temas como imagem corporal, sexualidade, família, religião, direitos e responsabilidades, carreiras e ambições.  Também oferece às meninas uma cerimônia significativa de Bat Mitzvah, que muitas meninas em Israel não têm a oportunidade de experimentar.

## Educação judaica nas escolas públicas
A BINA fornece educação judaica informal em escolas públicas em todo Israel, com foco em temas do pluralismo judaico, judaísmo como cultura e justiça social judaica.

## Programas BINA IDF (Força de Defesa de Israel)
A BINA oferece seminários de fim de semana e oficinas de um dia para várias unidades de soldados e oficiais da IDF.  Essas oficinas estão focadas na identidade judaica no contexto das forças armadas.

## Professores
O corpo docente da BINA é formada por historiadores, professores, escritores, facilitadores e educadores, entre eles: Dr. Moti Arad, Haim Be'er , Tovah Birenbaum, Yochi Brandes, Arye Budenheimer, Dov Elbaum , Ari Elon , Karina Goldberg, Rabino Benny Lau. Jacky Levy, Tomer Persico, Rami Porath, Rabi Mira Regev, Dra. Shosh Shapira, Dr. Einam Shneor, Ronny Someck , Lior Tal, Muki Tsur e Dra. Tsvia Walden .